# کاولاک
کاولاک (به لاتین: Kaolack Department) یک منطقهٔ مسکونی در سنگال است که در ناحیه کائولاک واقع شده‌است. کاولاک ۱٬۸۸۰ کیلومتر مربع مساحت و ۴۸۸٬۷۶۵ نفر جمعیت دارد.